# Nathan Sykes
Nathan Sykes, né le 18 avril 1993, est un chanteur britannique. Il est principalement connu pour avoir été membre du boys band The Wanted.

## Biographie

### Carrière
Nathan James Sykes naît le 18 avril 1993 et grandit à Gloucester avec sa mère, professeur de musique, et sa sœur Jessica.
Il commence à chanter et se produire sur scène à l'âge de six ans. Nathan est scolarisé à la Longlevens Junior School, puis reçoit une bourse d'études afin d'étudier à la Sylvia Young Theatre School à Londres avant de retourner à la Ribston Hall High School (en).
Malgré cela, il continue de se produire en tant que jeune chanteur, remportant diverses compétitions telles que le « Britney Spears's Karaoke Kriminals » en 2003 ou encore « The Cheltenham Competitive Festival of Dramatic Art » la même année. Il fait une apparition dans l'émission Ministry of Mayhem sur la chaîne anglaise ITV en 2004, et remporte le « Door Youth Project's Undiscovered Youth Talent Contest » qui se tient à Stroud dans le Gloucestershire en interprétant Mack the Knife.
En 2004, il participe aux sélections britanniques pour le Concours Eurovision de la chanson junior 2004. Il s'y classe 3e, derrière Andrew Merry et le gagnant Cory Spedding.

En 2009, il intègre le groupe The Wanted à l'âge de 16 ans.

### Vie privée
Accompagnant Ariana Grande, il sort le 19 août 2013 la chanson Almost is Never Enough, qui fait partie de la bande sonore du film The Mortal Instruments : La Cité des ténèbres.

## Discographie
Le 12 mars 2015, Nathan sort More Than You’ll Ever Know, chanson décrivant sa relation et sa séparation avec la chanteuse Ariana Grande.
Le 21 mai 2015, Nathan publie Kiss me quick, puis le 20 novembre, sort le single Over and Over Again.